# Eryk
Eryk ist ein polnischer männlicher Vorname (abgeleitet von Erik).

## Personen
- Eryk Hampel (* 1997), 100-Meter-Sprinter
- Eryk Kałuziński (* 1977), Handballspieler
- Eryk Kowalczyk (* 1989), DJ und Musikproduzent, siehe Xilent
- Eryk Tatuś (1914–1985), Fußballtorhüter